# Вильнюсская детская железная дорога
Вильнюсская детская железная дорога (лит. Vilniaus vaikų geležinkelis) — детская железная дорога, располагавшаяся в парке Закрет (ныне парк Вингис) города Вильнюс — столицы Литовской Советской Социалистической Республики.
Вильнюсская ДЖД являлась первой детской железной дорогой в Прибалтике, и была не только пассажирской, но и грузовой.

## История
Детская железная дорога построена в 1946 году, и проходила по живописному сосновому лесу в парке Закрет (ныне парк Вингис) по насыпи закрытой узкоколейной железной дороги Бурбишкес — Жверинас — Шпнипишкес — Антакальнис. На дороге находились 4 станции: «Пионерская», «Спортивная», «Комсомольская», «Победа». На станции «Победа» располагалась главная техническая база подвижного состава. ДЖД на всей протяженности была оснащена электрожезловой системой и межстанционной телефонной связью.
4 августа 1946 года в «День железнодорожника» по Малой Литовской Ж/Д проехал первый поезд под управлением ученика 5-го класса школы № 1 Аркадия Бахметьева.
Помимо пассажирских перевозок, дорога занималась и грузовыми перевозками — по ней с ширококолейной товарной станции доставлялся уголь на городскую ТЭЦ. Дорога была причислена к стратегически важным транспортным артериям Вильнюса. Её было запрещено указывать на топографических картах. Грузоперевозками занимались поочерёдно юные железнодорожники и взрослые.
После строительства новой ТЭЦ в 1951 году в Вилкпеде, объём грузоперевозок сократился. С 1951—1952 годов в введении юных железнодорожников были только пассажирские перевозки, а грузовыми перевозками занимались только взрослые. Не позднее 1954 года грузовые перевозки на дороге прекратились. Доставку угля перевели на автомобильный транспорт, но это продлилось недолго, ибо вскоре ТЭЦ была переведена на газовый нагрев. В связи с этим была разобрана станция Победа и подводящий к ней перегон. Также, с того времени, дорогу стали указывать на топографических картах.
Вскоре после прекращения грузоперевозок началось списание ставшего ненужным подвижного состава. В 1955 году один из паровозов был передан Калининградскому железнодорожному техникуму. Через год паровоз Т3-78 был передан на строительство Рижской детской железной дороги. В 1957 был списан паровоз Т4-652. Вероятно, в то же время дорога получила в распоряжение тепловоз ТУ2-123, а годами позднее — 4 вагона pafawag. В 1960 году паровая тяга на Малой Литовской ЖД была ликвидирована, а паровоз Т4-155 со старыми пассажирскими вагонами был списан.
В конце 1970-х — начале 1980-х годов в связи со строительством теплотрассы дорога была закрыта и через короткий срок разобрана. Тепловоз ТУ2-123 ушёл на разрез, тепловоз ТУ2-002 был передан в Ровно.
Тем не менее, кружки юных железнодорожников еще некоторое время работали, но практику проводили на Малой Октябрьской железной дороге.

## Подвижной состав

### Локомотивы
- Т4 — номера: 155, 447, 652
- Т3 — номера: 78
- ТУ2 — номера: 002, 123

### Вагоны
- Вагон Pafawag
- Вагоны для транспортировки угля
- Пассажирские вагоны производства одного из прибалтийских заводов.

## Современное состояние
В настоящее время от дороги сохранились лишь просеки. Мост через реку Нярис был разрушен во время строительства автомобильного моста.